# Mideline Phelizor
Mideline Phelizor (Puerto Príncipe, 16 de octubre de 1995) es una modelo haitiana, designada como delegada del país antillano en el certamen de Miss Universo 2022.

## Biografía
Phelizor nació y creció en Puerto Príncipe. Estudió un posgrado en ciencias jurídicas.
El 8 de septiembre de 2018, Phelizor compitió con otras 8 finalistas en Miss Mundo Haití 2018. Fue la primera finalista y finalmente perdió ante la ganadora Stephie Morency. El 7 de diciembre de 2018, Phelizor representó a Haití en Miss Supranational 2018 y compitió contra otras 72 concursantes en el Hala MOSiR Arena de Łódź (Polonia), donde no llegó a las semifinales pero ganó los premios Top Model Caribbean.
El 12 de agosto de 2022, Phelizor compitió con otras 8 finalistas de Miss Haití 2022 en el Hotel Villa Cana de Cap-Haitian. Ganó el título y sucedió a Pascale Bélony. Representó a Haití en Miss Universo 2022. Donde se posicionó en el Top 16 de cuartofinalistas.